# Parafia św. Barbary w Chorzowie
Parafia św. Barbary w Chorzowie – rzymskokatolicka parafia w dzielnicy Chorzów II pod wezwaniem św. Barbary z Nikomedii.

## Kalendarium parafii

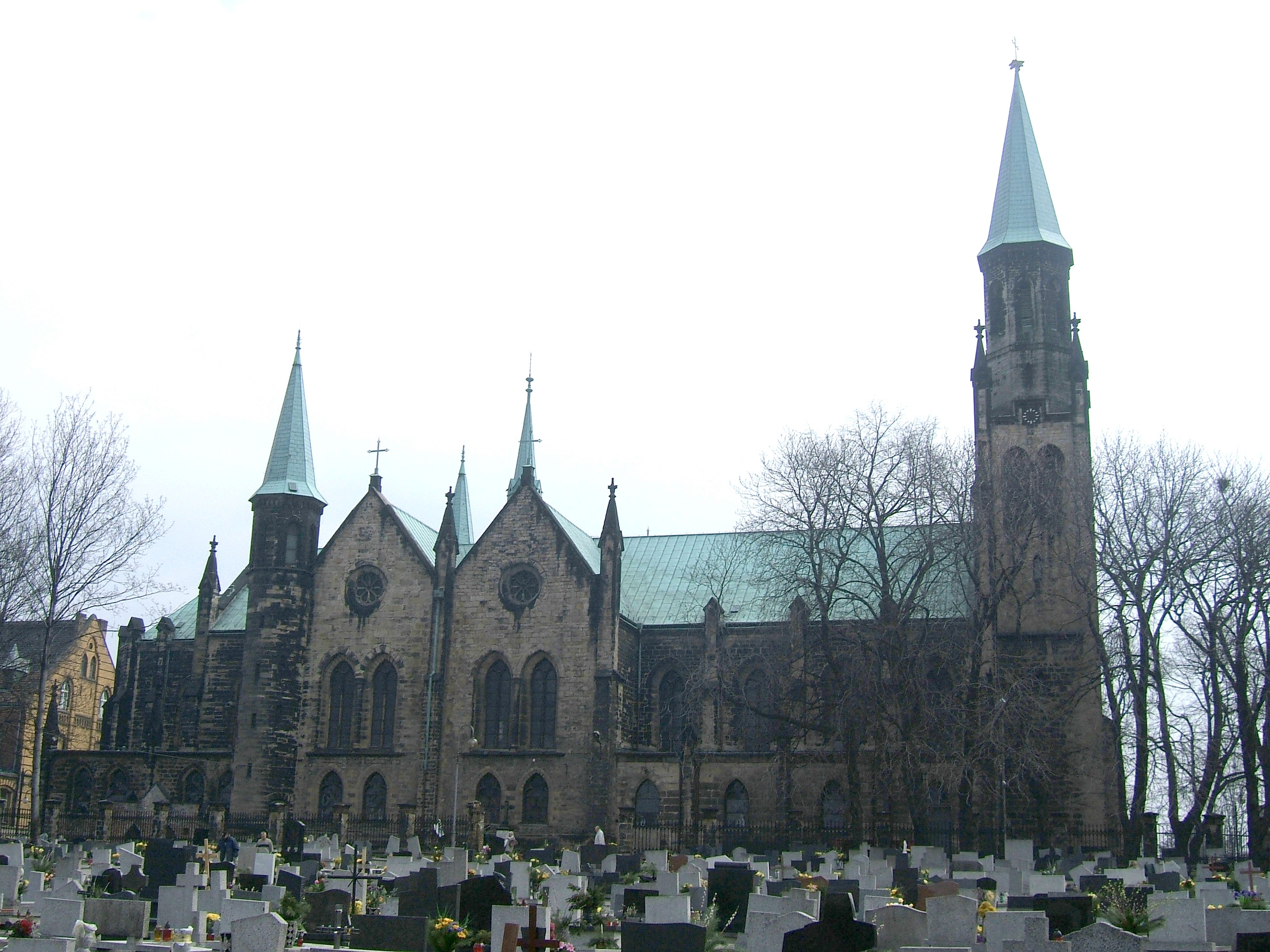
Kościół św. Barbary

- 1791 – w maju na terenie przyszłej parafii Friedricha W. von Redena uruchamia kopalnię „Wilhelm”
- 1798 – wraz z rozwojem kopalni, a w niedługim czasie huty „Królewskiej Huty”, do dzisiejszego Chorzowa zaczęli napływać pracownicy z różnych okolic
- 1799 – 27 maja z racji nie tylko zasobów węgla ale i również żelaza urząd górniczy postanawia założyć hutę
- 1802 – 25 sierpnia zostaje ukończona budowa „Królewskiej Huty” i w tymże dniu zostają uruchomione dwa pierwsze wysokie piece nazwane imionami Heintza i Redena. Rozpoczyna się wytop żelaza i jednocześnie powstało nowe źródło zatrudnienia
- 1809 – od tego roku wzrasta bardzo szybko liczba robotników z uwagi na wybudowanie w hucie trzeciego pieca do topienia kruszców
- 1819 – w „Królewskiej Hucie” wybudowano czwarty piec do topienia kruszców
- 1820 – założono „wspólny cmentarz”, gdzie dokonywano pochówków wszystkich mieszkańców niezależnie od wyznania
- 1844 – wybudowano kościół ewangelicki na „wspólnym cmentarzu”
- 1849 – biskup wrocławski Melchior kardynał von Diepenbrock po poświęceniu kościoła piekarskiego, na dworcu w Świętochłowicach zostaje powitany przez wydelegowanych katolików, którzy przedstawiają dostojnikowi swoje ubolewania z powodu braku własnego kościoła i cmentarza. Kardynał obiecuje poparcie w tej sprawie, a także zachęca katolików, aby nie ustawali w osiągnięciu zamierzonego celu. Katolicy zachęceni słowami biskupa postarali się najpierw o własny cmentarz. Postanowili też od razu na tej ziemi wybudować kościół, na który ówczesny minister handlu darował tyle samo pieniędzy, co na budowę kościoła protestanckiego czyli 8151 talarów
- 1851 – założono kamień węgielny pod nowy kościół
- 1852 – 6 stycznia powołano komitet budowy kościoła, którego członkami byli: prezes - Erbreich, wyższy radca górniczy i wiceprezes - ks. Franciszek Kania, tymczasowy kapelan w Chorzowie
- 1852 – 21.XI ks. kanonik Alojzy Ficek, proboszcz piekarski z upoważnienia biskupa wrocławskiego poświęcił nowy kościół. Dzień ten ma dla Chorzowa historyczne znaczenie, gdyż posiada on od tego dnia własny kościół katolicki pod wezwaniem św. Barbary
- 1853 – na prośbę górników zostaje w kościele umieszczony obraz św. Barbary
- 1859 – wybudowano wieżę kościoła

## Duchowni związani z parafią

### Proboszczowie parafii
- Jan Kleinert (1852 – 1853) – administrator
- Robert Uherek (1853 – 1860) – administrator
- Edward Deloch (1860 – 1883)
- Paweł Łukaszczyk (1883 – 1905)
- Emanuel Zielonkowski (1905 – 1911) – administrator
- Alojzy Reiff (1911 – 1922)
- Ludwik Wojciech (1922 – 1931)
- Paweł Lubina (1931)
- Józef Gawlina (1931- 1933) – późniejszy biskup polowy Wojska Polskiego
- Walenty Piaskowski (1933)
- Jan Brandys (1933 – 1963)
- Wilhelm Ochman (1963 – 1970)
- Norbert Sklarek (1970 – 1995)
- Stanisław Juraszek (1995 – 2005)
- Zygmunt Błaszczok od 2005

### Duchowni pochodzący z parafii
- August Froehlich (1891–1942) – niemiecki ksiądz rzymskokatolicki i przeciwnik nazizmu, aresztowany za obronę polskich robotników przymusowych, zamęczony w KL Dachau
- Józef Słupina CM (1880–1940) – Sługa Boży, męczennik i polski lazarysta. Zamordowany w KL Auschwitz, oczekuje na beatyfikację w procesie II grupy polskich męczenników z okresu II wojny światowej
- Jan Świerc SDB (1877–1941) – Sługa Boży, męczennik i polski salezjanin. Zamordowany w KL Auschwitz, oczekuje na beatyfikację w procesie II grupy polskich męczenników z okresu II wojny światowej